# Comuna Căianu Mic, Bistrița-Năsăud
Căianu Mic (în maghiară: Kiskaján) este o comună în județul Bistrița-Năsăud, Transilvania, România, formată din satele Căianu Mare, Căianu Mic (reședința), Ciceu-Poieni și Dobric.

## Demografie
Componența etnică a comunei Căianu Mic
     Români (94,19%)
     Romi (1,95%)
     Alte etnii (0,15%)
     Necunoscută (3,72%)
Componența confesională a comunei Căianu Mic
     Ortodocși (58,05%)
     Penticostali (35,89%)
     Baptiști (1,73%)
     Alte religii (0,56%)
     Necunoscută (3,77%)
Conform recensământului efectuat în 2021, populația comunei Căianu Mic se ridică la 4.112 locuitori, în creștere față de recensământul anterior din 2011, când fuseseră înregistrați 3.357 de locuitori. Majoritatea locuitorilor sunt români (94,19%), cu o minoritate de romi (1,95%), iar pentru 3,72% nu se cunoaște apartenența etnică. Din punct de vedere confesional, majoritatea locuitorilor sunt ortodocși (58,05%), cu minorități de penticostali (35,89%) și baptiști (1,73%), iar pentru 3,77% nu se cunoaște apartenența confesională.

## Politică și administrație
Comuna Căianu Mic este administrată de un primar și un consiliu local compus din 13 consilieri. Primarul, Dumitru-Paul Știr[*], de la Partidul Social Democrat, este în funcție din 2012. Începând cu alegerile locale din 2024, consiliul local are următoarea componență pe partide politice:
|  | Partid                          | Consilieri | Componența Consiliului | Componența Consiliului | Componența Consiliului | Componența Consiliului | Componența Consiliului | Componența Consiliului | Componența Consiliului | Componența Consiliului | Componența Consiliului |
|  | ------------------------------- | ---------- | ---------------------- | ---------------------- | ---------------------- | ---------------------- | ---------------------- | ---------------------- | ---------------------- | ---------------------- | ---------------------- |
|  | Partidul Social Democrat        | 9          |                        |                        |                        |                        |                        |                        |                        |                        |                        |
|  | Alianța pentru Unirea Românilor | 2          |                        |                        |                        |                        |                        |                        |                        |                        |                        |
|  | Partidul Național Liberal       | 1          |                        |                        |                        |                        |                        |                        |                        |                        |                        |
|  | Partidul Mișcarea Populară      | 1          |                        |                        |                        |                        |                        |                        |                        |                        |                        |

## Personalități născute aici
- Ioan Căianu (1629 - 1687), călugăr, cărturar;
- Gheorghe Silaș (1914 - 2001), inginer român, membru corespondent al Academiei Române.
- George Vidican (preot) (1887 - 1957), delegat în Marea Adunare Națională de la Alba Iulia 1918

## Leon Manu
În comuna Căianu Mic s-a născut Leon Manu la 1 aprilie 1883, ultimul stareț greco-catolic al mânăstirii greco-catolice de la Nicula, fratele deputatului PNȚ Dumitru Man. Părinții săi au fost Ioan și Candidia Man, ambii învățători. La botez i s-a dat numele Iulian. După studiile elementare și gimnaziale, a urmat teologia pastorală la Academia Greco-Catolică din Gherla. În anul 1905 a fost tuns în monahism, intrând în ordinul basilian.
A slujit bisericeşte în Dieceza greco-catolică de Cluj-Gherla, fiind paroh la Cluj-Mănăştur II (biserica Calvaria) şi egumen al Mânăstirii Nicula (mănăstire greco-catolică neretrocedată, deținută azi de ortodocși). A refuzat trecerea la Biserica Ortodoxă Română în 1948, când Biserica Română Unită a fost scoasă în afara legii. În calitate de preot-călugăr s-a remarcat prin sfinţenie şi prin predicile deosebite. A fost arestat în noiembrie 1953, fiind acuzat de faptul că ”a făcut slujbe clandestine”. Închis la Oradea, Cluj, Jilava, Timișoara. A fost eliberat la 16 februarie 1955. Este rearestat în 13 august 1956. Prin sentința nr. 1202/1957 a Tribunalului Militar al Regiunii III Militare Cluj este condamnat la 9 ani închisoare corecțională pentru „instigare publică”.
A fost închis la Gherla, temniţă de exterminare, unde a şi murit în data de 23 Martie 1958 . Preotul Alexandru Raţiu era vecin de celulă cu el şi a spus: „La Gherla, în 1958 Martie, a murit preotul Leon Man, în celula alăturată 66 ”. Familia lui a reușit să obțină un certificat de deces al starețului de abia în 2005.
O temă de meditație și, de ce nu pentru o viitoare carte din seria ”Nordul Dreptei Credințe”. Biserica furată așteaptă de mult rostirea cuvântului adevărului și reîntoarcerea acasă a adevăratelor modele credinței creștine ale județul nostru.